# Norbert Gstrein
Pour les articles homonymes, voir Gstrein.
Norbert Gstrein, né le 3 juin 1961 à Mils bei Imst, Tyrol, est un écrivain autrichien. 
Gstrein a éudié les mathématiques à l'université d'Innsbruck et a suivi ensuite des séminaires de philosophie du langage à Stanford (Californie) et à Erlangen. Sa thèse passée en 1988 était titrée Logique des questions.
Ses premiers succès ont été les romans Einer et Die englischen Jahre, dans lequel il décrit la quête d'identité de l'écrivain juif Gabriel Hirschfelder qui n'était pas rentré de son exil anglais après la Seconde Guerre mondiale. Sous la forme d'un dialogue intérieur et de souvenirs, Gstrein développe la problématique existentielle de ses protagonistes.

## Œuvres
- Einer (1988) (récit) (Un d’ici, traduit par Isabelle Boccon-Gibot, Gallimard, 1988)
- Anderntags (1989) (récit)
- Das Register (1992) (roman) (Le Registre, traduit par Colette Kowalski, Gallimard, 1994)
- O2 (1993) (nouvelles)
- Der Kommerzialrat (1995) (roman)
- Die englischen Jahre (1999) (roman) (Les Années d’Angleterre, traduit par Barnard Lortholary, Gallimard, 2002)
- Selbstportrait mit einer Toten (2000) (roman)
- Das Handwerk des Tötens (2003) (roman) (Le Métier de tuer, traduit par Valérie de Daran, éditions Laurence Teper)
- Wem gehört eine Geschichte ? (2004) (essai) (À qui appartient une histoire ?, traduit par Bernard Banoun, éditions Laurence Teper)
- Die Winter im Süden (2008)
- Die ganze Wahrheit (2010)
- Eine Ahnung vom Anfang (2013) (roman) (Une vague idée du début, traduit par Olivier Le Lay, éditions Gallimard, 2016)
- In der freien Welt (2016)
- Die kommenden Jahre (2018)
- Als ich jung war (2019) (roman) (Quand j'étais jeune, traduit par Olivier Le Lay, éditions Grasset, 2022)
- Der zweite Jakob (2020)

## Distinctions
- Prix de littérature de Rauris (1989)
- Prix d'encouragement du Prix de littérature de la ville de Brême (1989)
- Prix Friedrich Hölderlin (1994)
- Prix Alfred Döblin (1999)
- Prix de littérature de la Fondation Konrad Adenauer (2001)
- Prix Uwe Johnson (2003)
- Prix Franz Nabl de la ville de Graz (2004)
- Prix Anton Wildgans (2013)
- Prix du Livre Autrichien (2019, pour Quand j'étais jeune')
- Prix Thomas Mann de la ville de Lübeck (2022)

## Source
- (de) Cet article est partiellement ou en totalité issu de l’article de Wikipédia en allemand intitulé « Norbert Gstrein » (voir la liste des auteurs).